# Delphacodes carinata
Delphacodes carinata är en insektsart som först beskrevs av C. John M. Glover 1877.  Delphacodes carinata ingår i släktet Delphacodes och familjen sporrstritar. Inga underarter finns listade i Catalogue of Life.